# Pascual Harriague
Pascual Harriague (Hasparren, Bajos Pirineos, Francia 1819 - Bayona, 1894) fue el principal impulsor de la vitivinicultura en Uruguay e introductor de la cepa Tannat, hoy considerada la más importante de Uruguay.
En 1860 fundo el Saladero de la Caballada en la ciudad de Salto, sobre las costas del río Uruguay. Dicho establecimiento hasta la actualidad, mantiene su prestigio, gracias a los interesantes matices que le supo dar. Fue en este establecimiento donde en 1879 inició el cultivo de la cepa tannat, la cual con posterioridad tomaría su apellido. 

## Homenajes
En el departamento de Salto, la escuela Escuela N° 69 de Colonia Harriague, recibió el 11 de julio de 2001 el nombre de Pascual Harriague.Es en este departamento donde también un parque público lleva su nombre. Con motivo de celebrarse el bicentenario de su nacimiento, entre el 8 y el 14 de abril de 2019 se celebraron una serie de actividades en el departamento.